# شرادا آریا
شرادا آریا (انگلیسی: Shraddha Arya؛ زادهٔ ۱۷ اوت ۱۹۸۷) هنرپیشه، و بازیگر تلویزیون اهل هند است. او در ۱۷ اوت ۱۹۸۷ در دهلی نو بدنیا آمد. وی مدرک اقتصاد خود را دانشگاه مومبای دریافت کرده‌است.
از فیلم‌ها یا مجموعه‌های تلویزیونی که وی در آن نقش داشته‌است می‌توان به مدرسه و بدون هیچ سخنی اشاره کرد.